# Jerzy Staniewicz
Jerzy Zbigniew Staniewicz (ur. 6 sierpnia 1903 w Kuźniecku, zm. 12 grudnia 1952 w Warszawie) – komandor Polskiej Marynarki Wojennej.

## Okres przedwojenny
Syn prawnika Justyna Staniewicza. W 1914 rozpoczął naukę w rosyjskim gimnazjum państwowym, maturę złożył jako ekstern w Wilnie w 1923.
W 1919, mając ledwie 16 lat, wstąpił ochotniczo do 5 Dywizji Strzelców Polskich na Syberii. Był kanonierem w 5 pułku artylerii polowej. Wrócił do Polski wraz z rodziną w 1921.
Niespełna rok później powołany do wojska najpierw w baonie szkolnym 30 pap w Wilnie, a następnie w Szkole Podchorążych Piechoty w Warszawie. Po jej ukończeniu w 1924 przyjęty do Oficerskiej Szkoły Marynarki Wojennej w Toruniu, ukończył ją 3 lata później ze stopniem ppor. marynarki. Roczny kurs broni torpedowej ukończył w Tulonie. W sierpniu 1933 roku został zastępcą dowódcy torpedowca ORP „Ślązak”, natomiast od kwietnia do lipca 1935 roku oraz od czerwca 1936 roku do 5 marca 1937 roku dowodził tym okrętem. Do lipca 1937 roku dowodził torpedowcem ORP „Podhalanin”. Był również oficerem torpedowym w Sztabie Dowództwa Floty. Od 1937 jako kapitan marynarki kierował Wydziałem Mobilizacyjnym Dowództwa Floty. W kampanii wrześniowej był obrońcą Helu. 2 października 1939 dostał się do niewoli, trafił do oflagu X B Nienburg, a następnie XVIII C Spittal i II C Woldenberg (Dobiegniew).

## Okres powojenny, skazanie, śmierć
Po zakończeniu wojny został powołany do służby w Marynarce Wojennej, gdzie awansował, pełniąc odpowiedzialne funkcje w Sztabie Głównym Marynarki Wojennej i w Sztabie Generalnym WP. Jako przewodniczący komisji opracował również nową strukturę Marynarki Wojennej. W październiku 1950 szef Sztabu Generalnego WP gen. Władysław Korczyc pisał o nim m.in.: „Komandor Staniewicz jest oficerem bardzo pracowitym, wytrwałym i systematycznym, energicznym, z inicjatywą. Posiada doświadczenie i rutynę w pracy organizacyjno-mobilizacyjnej. Samodzielny i obowiązkowy. Wymagający w stosunku do siebie, jak i podwładnych”. Aresztowany przez funkcjonariuszy GZI w grudniu 1951, był wówczas kierownikiem Wydziału Marynarki Wojennej Sztabu Generalnego WP.
Śledztwo przeciwko niemu prowadził Główny Zarząd Informacji WP, jednak część zadań śledczych i operacyjnych wykonywał również Zarząd Informacji Marynarki Wojennej, którym kierował kmdr Jerzy Szerszeń, a jego doradcą sowieckim był kmdr por. Nikołaj Prystupa. Szczególnie brutalny w śledztwie miał być szef sekcji śledczej mjr Eugeniusz Niedzielin oraz kpt. Mikołaj Kulik.
Po utracie jedynego syna rozerwanego przez niewypał komandor Staniewicz załamał się przyznając się do niepopełnionych win i do „spisku w wojsku”. Najwyższy Sąd Wojskowy pod przewodnictwem pułkownika Piotra Parzenieckiego skazał go 21 lipca 1952 w sprawie nr. Sn.14-52 tzw. procesie komandorów wraz ze Stanisławem Mieszkowskim i Zbigniewem Przybyszewskim na podstawie 86 § 1,2 KKWP „za zorganizowanie spisku w wojsku” na karę śmierci. Komandor Staniewicz bezskutecznie zwracał się z prośbą o rewizję wyroku do Zgromadzenia Sędziów Najwyższego Sądu Wojskowego oraz do Prezydenta Bieruta. 12 grudnia 1952 został stracony jako pierwszy z siedmiu skazanych komandorów. Jeszcze w przeddzień wykonania wyroku usiłowano wydobyć od niego zeznania obciążające innych.
24 kwietnia 1956 roku Najwyższy Sąd Wojskowy uchylił wyrok z 31 lipca 1952 roku, a 26 kwietnia sprawa została umorzona z braku dowodów winy. Raport upublicznionej w 1999 roku tzw. Komisji Mazura wymienia go (pod imieniem Józefa Staniewicza) jako bezzasadnie skazanego na śmierć.

## Upamiętnienie
Ze względu na utajnienie jego stracenia i miejsca pochówku po ucieczce na Zachód Józefa Światły rodzina Jerzego Staniewicza snuła przypuszczenia, że został wraz z innymi komandorami wywieziony do Rosji, a po upadku tej nadziei szukała bez rezultatu miejsca jego pochówku na Służewiu oraz na obu cmentarzach powązkowskich. Szczątki Jerzego Staniewicza odnaleziono w Kwaterze „na Łączce” i zidentyfikowano dzięki badaniom genetycznym.
Żona dopisała jego nazwisko na grobowcu syna. Grób symboliczny znajduje się na Cmentarzu Wojskowym w Kwaterze „na Łączce” oraz na cmentarzu Powązkowskim w Warszawie (kwatera 140-2-10). 1984 wmurowana została przez rodzinę tablica upamiętniająca w kościele św. Michała Archanioła na Oksywiu.
W grudniu 2017 Prezydent RP Andrzej Duda na wniosek Ministra Obrony Narodowej Antoniego Macierewicza mianował go pośmiertnie na stopień kontradmirała.

## Miejsce pochówku
16 grudnia 2017 odbył się uroczysty, państwowy pogrzeb kontradmirała Jerzego Staniewicza oraz kontradmirała Stanisława Mieszkowskiego i komandora Zbigniewa Przybyszewskiego. Pochowani zostali na Cmentarzu Marynarki Wojennej w Gdyni-Oksywiu w Kwaterze Pamięci.

## Ordery i odznaczenia
- Krzyż Oficerski Orderu Odrodzenia Polski – pośmiertnie 1 sierpnia 2011 roku „za wybitne zasługi dla niepodległości Rzeczypospolitej Polskiej”[8].
- Medal Niepodległości – 5 sierpnia 1937 roku „za pracę w dziele odzyskania niepodległości”[9]